# Chandra Sturrup

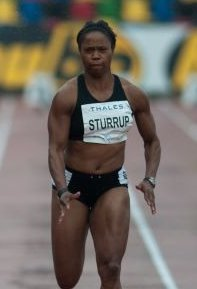
Imagen de Chandra Sturrup

Chandra Sturrup - (12 de septiembre de 1971 en Nasáu, Bahamas) Atleta bahameña especialista en carreras de velocidad y ganadora de dos medallas olímpicas con el equipo de su país en los relevos 4 × 100 metros (oro en Sídney 2000 y plata en Atlanta 1996). 
En el año 2005 fue la líder del ranking mundial de los 100 m con una marca de 10.84 realizada en Lausanne, que es además su mejor marca personal.

## Resultados
JUEGOS OLIMPICOS

Atlanta 1996
- 4.ª en los 100 m (11.00)
- 6.ª en los 200 m (22.54)
- 2.ª en los relevos 4 × 100 m (42.14)

Sídney 2000
- 6.ª en los 100 m (11.21)
- 1.ª en los relevos 4 × 100 m (41.95)

CAMPEONATOS DEL MUNDO

Sevilla 1999
- 7.ª en los 100 m (11.06)
- 1.ª en los relevos 4 × 100 m (41.92)

Edmonton 2001
- 4.ª en los 100 m (11.02)

París 2003
- 3.ª en los 100 m (11.02)

Helsinki 2005
- 4.ª en los 100 m (11.09)

JUEGOS DE LA COMMONWEALTH

Kuala Lumpur 1998
- 1.ª en los 100 m (11.06)

Manchester 2002
- 1.ª en los relevos 4 × 100 m (42.44)

JUEGOS PANAMERICANOS

Winnipeg 1999
- 1.ª en los 100 m (11.10)

## Mejores Marcas
- 100 metros - 10.84 s (Lausanne, 2005)
- 200 metros - 22.33 s (Nassau, 1996)
- Saltos de longitud - 6.70 (Raleigh, 2000)